# 금정도서관로
금정도서관로(Geumjeongdoseogwan-ro)는 부산광역시 금정구 청룡동 범어사역과 선동 영락 나들목을 잇는 부산광역시의 도로이다. 금정도서관 앞을 지나기 때문에 금정도서관로라고 명명되었다.

## 주요 경유지
부산광역시
- 금정구 (청룡동 · 두구동 · 선동)

## 노선
| 이름               | 접속 노선                                     | 소재지     | 소재지 | 비고               |
| ------------------ | --------------------------------------------- | ---------- | ------ | ------------------ |
| 범어사역           | 국도 제7호선 부산광역시도 제61호선 (중앙대로) | 부산광역시 | 금정구 |                    |
| 영락 나들목        | 경부고속도로                                  | 부산광역시 | 금정구 | 양방향 진출입 불가 |
| (영락 나들목 하부) | 부산광역시도 제6106호선 (체육공원로)          | 부산광역시 | 금정구 |                    |

## 주요 건물 및 시설
- 부산삼육초등학교 (부산광역시 금정구 금정도서관로 17)
- 금정도서관 (부산광역시 금정구 금정도서관로 33)
- 영락공원 (부산광역시 금정구 금정도서관로 108)

## 통행
이 도로는 경부고속도로 영락 나들목과 연결되어 있으나 범어사역에서 영락 나들목으로 진입할 수 없으며, 반대로 영락 나들목을 통해 범어사역 방면으로 진출할 수 없다. 영락 나들목은 영락원 및 장례식장으로만 연결되어 있으며, 금정도서관로와 연결되는 지점은 차량통행을 제한하고 있다. 이 도로를 이용해 영락 나들목 방향으로 통행할 경우 경부고속도로 하부 지하통로를 이용해 체육공원로와 연결되거나 또는 금정구민운동장을 거쳐서 고분로와 연결된다.